# Chiesa della Madonna dei Quercioli
La chiesa di Maria Santissima Ausiliatrice, nota come chiesa della Madonna dei Quercioli, è un santuario situato nella frazione di Quercioli del comune di Massa, nella provincia di Massa-Carrara. La chiesa è stata edificata sulle rovine di un'abitazione privata su cui attorno al 1750 venne dipinta un'immagine di Maria Vergine diventata successivamente famosa per i miracoli ad essa attribuiti. 
La costruzione della chiesa fu terminata nel 1833.

## Storia

### La realizzazione dell'immagine
Attorno al 1750 Domenico Nocchi, un contadino che abitava nella campagna di Quercioli, fece dipingere a un pittore ambulante un'immagine di Maria Vergine su una delle pareti della propria casa. L'immagine mostrava Maria Vergine con Gesù Bambino sulle ginocchia, entrambi sorridenti, e Sant’Antonio da Padova che tiene fra le mani un giglio bianco.
Dopo la morte di Domenico Nocchi la casa ebbe diversi proprietari e fu poi abbandonata, crollando in parte. Rimasero tuttavia in piedi alcune pareti, tra cui quella su cui si trovava il dipinto, coperto per molto tempo dalla vegetazione.

### La riscoperta nel 1831
Il 29 settembre del 1831 tre donne di Massa, Maddalena Vasari, Luisa Menecchia e Rosa Menecchia, durante una passeggiata giunsero nell'edificio abbandonato, in un terreno che all'epoca era di proprietà del cavalier Pasqualis. Le donne notarono il volto della Madonna fra i cespugli e, avvicinandosi, capirono che si trattava di un dipinto sulle rovine di un muro. In seguito dichiararono di aver provato il forte impulso di inginocchiarsi e pregare davanti al dipinto.
Alcuni mesi dopo, nel marzo del 1832, le tre donne tornarono a visitare l'immagine e portarono la nipote di Maddalena Vasari, Carlotta Bernieri, malata di convulsioni, a pregare di fronte al dipinto della Madonna. La giovane da quel giorno non ebbe più episodi della malattia.

### La costruzione del santuario
Nei mesi successivi diverse persone visitarono l'immagine e riferirono di guarigioni miracolose. Il Vicario Generale, monsignor Carlo Staffetti, propose già nel maggio del 1832 la costruzione di una chiesa e formò una commissione per raccogliere i fondi necessari. Il 27 giugno 1832 il vescovo diede parere favorevole; la commissione chiese quindi l'autorizzazione alla costruzione a Francesco IV, duca di Modena, nel cui territorio rientrava allora Massa. Il 24 agosto il duca inviò il suo assenso e un contributo personale per i lavori.
Il progetto della chiesa fu affidato all'architetto modenese Giuseppe Marchelli. La costruzione fu compiuta con grande rapidità grazie alle abbondanti offerte di denaro arrivate anche dai territori oltre i confini del Ducato.
Il 4 novembre 1832 si svolse la cerimonia della benedizione del Santuario, iniziata con una grande processione partita dal Duomo di Massa a cui parteciparono le autorità civili, il clero e numerosi cittadini. I lavori terminarono ufficialmente il 30 maggio del 1833.
Fino al 1855 i servizi religiosi furono tenuti dal parroco della Madonna del Monte, nel cui territorio rientravano i Quercioli.

### Le testimonianze sui miracoli
Nel periodo in cui era corso la costruzione, il vescovo Zoppi aveva incaricato un gruppo di sacerdoti di raccogliere testimonianze sui miracoli attribuiti alla Madonna dei Quercioli. I sacerdoti raccolsero una serie di deposizioni dettate sotto giuramento e firmate dai testimoni. Le deposizioni riguardavano diversi casi, tra cui:
- Giuseppe Taccola da Oliveto (Pisa), che aveva recuperato la vista il 24 maggio 1832.[10]
- Faustina Bianchi da Lucca, che il 29 maggio 1832 si era recata al santuario e al ritorno aveva portato con sé un orcetto d’olio preso dalla lampada posta davanti all’immagine. Giunta a casa, aveva unto il figlio malato che, secondo la sua dichiarazione, era immediatamente guarito.[11]
- Caterina Fiorini da Rossano, che aveva recuperato la vista all’occhio sinistro nell'agosto 1832.[10]
- Francesco Mosti da Castagnola (Massa), che era guarito da pleurite complicata il 23 agosto 1832.[10]
- Caterina Rossi da Querceta, che era guarita da tumore l'8 settembre 1832.[10]

### Il miracolo di Giuseppe Bertozzi
Il miracolo di Giuseppe Bertozzi, nel 1836, è la più nota guarigione miracolosa attribuita alla Madonna dei Quercioli.
Giuseppe Bertozzi, di 22 anni, era un soldato dell’esercito estense, ricoverato all’Ospedale di Massa in gravi condizioni. Il dottor Giuseppe Tedeschi l'aveva giudicato affetto da oftalmia che, estesasi dall’occhio destro a quello sinistro, l'aveva portato a uno stato di completa cecità e senza speranze di guarigione.
Giuseppe Bertozzi chiese di essere portato alla Madonna dei Quercioli, dove il 25 maggio 1836 avvenne la sua guarigione dopo circa 10 minuti di preghiera in ginocchio. Dopo il fatto, Bertozzi fu visitato di nuovo dal dottor Tedeschi che attribuì la guarigione a un intervento soprannaturale.

### Gli sviluppi successivi
Nel 1855 la cura del santuario fu affidata all'ordine dei gesuiti, che però fu soppresso nel 1859. La gestione fu quindi affidata all'Arciprete del Duomo di Massa, che a sua volta la affidò a diversi curati. Nel 1864 divenne curato don Antonio Menchini, che si occupò del santuario fino al 1899 occupandosi dei lavori interni e della realizzazione della prima e quarta campana. Per i dieci anni successivi il curato fu don Luigi Baroncini; il 30 settembre 1909 la cura fu assunta dai frati cappuccini della provincia monastica di Lucca.
Nel 1926 venne emanato un decreto per l'erezione del Santuario in Cura Autonoma; il decreto fu riconosciuto nel 1929 da monsignor Giuseppe Bertazzoni.
Tra il 1929 e il 1932 la chiesa fu ampliata, su progetto del professor Fellini, docente dell'Accademia di Belle Arti di Carrara. Nell'aprile del 1932 si tennero la benedizione e l'inaugurazione del santuario ampliato.
Il 19 maggio 1943 venne emanato un decreto vescovile per l'elevazione della Cura Autonoma a parrocchia priora; il primo parroco fu Giovacchino Tomei.

## Interno
Nella cappella a destra si trova un dipinto di Sant’Anna con la Bambina, San Francesco da Paola e San Paolo della Croce, realizzato da Nicolao Landucci da Lucca. Nella cappella a sinistra si trova un dipinto raffigurante la Madonna con Maria Maddalena e Santa Caterina (fine XVI-inizio XVII secolo), trasferito al santuario dal Convento dei Cappuccini di Massa.
Le decorazioni e le pitture della cupola sono attribuite agli ornatisti Gabrielli di Camaiore, che operarono tra il 1874 e il 1875. Il lampadario in ferro battuto al centro della cupola, con diametro di 1,30 metri per un’altezza di 2 metri, fornito di 12 lampade, fu realizzato da Luigi Benassi.
Nel coro si trova una predella in legno risalente al Cinquecento, attribuita alla scuola del Ghirlandaio, raffigurante Dio e Angeli accanto. I marmi dell'altare furono levigati da Lino Tazzini e da suo figlio Carlo, parrocchiani.